# 格列賓尼基
49°43′56″N 35°37′29″E / 49.73222°N 35.62472°E
赫雷賓尼基（烏克蘭語：Гребінники）是位於烏克蘭東部的村莊，由哈爾科夫州博霍杜希夫區的瓦爾基市鎮負責管轄。該村始建於1820年，面積5.9平方公里，海拔高度178米，2001年，人口50，人口密度每平方公里8.4人。